# دانيال هوغن
دانيال هوغن (بالإنجليزية: Daniel Hogan)‏ هو مُحرِّر وصحفي وسياسي أمريكي، ولد في 4 يوليو 1849 في كيلكيني في جمهورية أيرلندا، وتوفي في 1912 في دانفيل في الولايات المتحدة. حزبياً، نشط في الحزب الجمهوري.